# Попков Михайло Вікторович
Михайло Вікторович Попков (рос. Михаил Викторович Попков), відомий як «Ангарський маніяк» (рос. Ангарский маньяк, нар. 7 березня 1964, Норильськ) — російський серійний вбивця і ґвалтівник, який здійснив не менше 80 вбивств молодих жінок, а також вбивство міліціонера, в період з 1992 по 2010 роки в Іркутської області, головним чином в Ангарську і його околицях. Колишній молодший лейтенант МВС РФ. До звільнення з міліції в 1998 році скоював деякі злочини у формі міліціонера і на службовій машині. Заарештований після поновлення кримінальної справи і зіставлення в березні 2012 року його генотипу і результатів молекулярно-генетичної експертизи рештків жертв, проведеної ще у 2003 році. Засуджений до двох довічних термінів позбавлення волі. Всього зізнався у 81 вбивствах.

## Біографія
Михайло Попков народився 7 березня 1964 року в Норильську Красноярського краю. З середини 1990-х років працював оперативним черговим у відділенні міліції № 1 Ангарська. За доброзичливість колеги називали його «Міша-Посмішка», або «Міша-Гуінплен». Звільнився в 1998 році, як тільки отримав звання молодшого лейтенанта, чим викликав сильне здивування колег. Був одружений. Як колегами з професійної точки зору, так і просто знайомими характеризувався позитивно. Після звільнення з органів працював в приватному охоронному підприємстві, де, своєю чергою, характеризувався співробітниками негативно і звідки звільнився в 2011 році. Підробляв візництвом і риттям могил.

## «Ангарський маніяк»
З листопада 1994 по 2000 роки в Ангарську було скоєно 29 жорстоких вбивств молодих жінок, які, через схожість у злочинному почерку і типаж жертви, слідчі об'єднали в одну серію.
На думку медекспертів, злочинець використовував різні знаряддя вбивства: сокира, ніж, шило, викрутку, зашморг, в окремих епізодах пускаючи в хід кілька різних знарядь поспіль. Наприклад, одній з жертв він завдав множинні удари по голові металевим предметом, 8 колотих ран викруткою, а також колото-різані рани обличчя та шиї. У дев'яти випадках смерть жертви наступала від множинних ударів сокирою.
Вік більшості жертв на момент вбивства становив від 19 до 28 років. Одній жертві було 15, ще чотирьом — від 35 до 40 років. Всі жінки були середнього зросту (155—170 см) і схильні до повноти. Всі, крім однієї, в момент вбивства перебували в стані алкогольного сп'яніння середнього або сильного ступеня і були перед смертю зґвалтовані. Єдина жертва, яка в момент нападу була твереза, зґвалтована не була. Злочинець задушив її шарфом і завдав ударів ножем по вже мертвому тілу. Одну з жертв Попків спалив після вбивства. У іншої вирізав серце.
Вбивця залишав жертв в околицях Ангарська, в лісах, прилеглих до путівців, що відходять від великих автострад (Сибірський тракт, об'їзне шосе Красноярськ — Іркутськ). 26 жінок у момент виявлення були мертві, ще три — смертельно поранені і померли в лікарні.

### Розслідування
Схожість типажу жертви та поведінки потерпілих в момент вбивства призвела слідство до висновку, що вбивства відбуваються однією особою. У 1998 році в Ангарську з'явилася чутка про маніяка, що орудує у місті, і в грудні того ж року була сформована слідчо-оперативна група, що складалася з працівників прокуратури, УВС і РУБОП. На рахунок вбивці тоді відносили 24 жертви.
За наступні півтора року слідство у справах нерозкритих вбивств анітрохи не просунулося, і в червні 2000 року створюється нова слідчо-оперативна група за участю старшого помічника Східно-Сибірського транспортного прокурора по нагляду за виконанням Закону РФ «Про оперативно-розшукову діяльність» та розслідуванням справ особливої важливості Миколи Китаєва, відомого у справі серійного вбивці Василя Кулика. Китаєв, проаналізувавши 15 справ про нерозкриті вбивства в Ангарську, зробив висновок, що слідчі заходи по цих справах проводилися неякісно.
Зокрема, 28 січня 1998 року в снігу біля міста Байкальська (Слюдянський район Іркутської області) в несвідомому стані через важкі травми голови була виявлена оголена дівчина. Неповнолітня потерпіла зазнала зґвалтування. Лише через майже пів року, після численних скарг матері потерпілої, за фактом нападу вдалося порушити кримінальну справу. У червні від жертви отримали опис злочинця. Як з'ясувалося, увечері 27 січня водій міліційної машини, одягнений у службову форму, запропонував дівчині, що йшла додому, підвезти її. Дівчина погодилася. Ґвалтівник завіз її в ліс, де, змусивши роздягнутися, побив головою об дерево до втрати свідомості. Прокинулася дівчина вже в лікарні. На слідстві потерпіла впізнала старшого сержанта Ангарського УВС. Справа, однак, залишилася нерозкритою. За цим епізодом Китаєв у своєму висновку вказав на відсутність судово-медичної експертизи потерпілої та формальність перевірки алібі сержанта, який вів розпусний спосіб життя і заразив співмешканку сифілісом.
У березні 2001 року слідчий Микола Китаєв був звільнений з органів у зв'язку з розформуванням регіональних транспортних прокуратур.

## Арешт, слідство і суд
У 2012 році раніше закрита, нібито безнадійна, кримінальна справа була відновлена СК РФ. Вже в березні 2012 року результати молекулярно-генетичної експертизи слідів зґвалтування 2003 року дозволив визначити винного, яким виявився фігуруючий у попередньому розслідуванні Михайло Попков. 23 червня того ж року Попкова, коли той намагався перегнати з Владивостока щойно куплену машину, заарештували за підозрою в зґвалтуванні і вбивстві трьох жінок, скоєних у березні, червні і грудні 1997 року. Підозрюваний здався без опору і вже у відділі ОВС дав свідчення по десятках убивств. Він також зізнався, що припинив вбивати через імпотенцію, яку отримав внаслідок запущеного венеричного захворювання.